# Goldhanger
 (avril 2023).
Goldhanger est un village et une paroisse civile de l'Essex, en Angleterre.